# Mamma Roma
Mamma Roma és una pel·lícula italiana del 1962 escrita i dirigida per Pier Paolo Pasolini i protagonitzada per Anna Magnani.

## Argument
«Mamma Roma» (Anna Magnani) és una prostituta romana que intenta millorar la seva situació després del casament de Carmine (Franco Citti), que feia del seu proxeneta amb una noia. Mamma Roma abandona l'edifici on treballava i va a buscar el seu fill Ettore (Ettore Garofolo), qui fins al moment s'havia criat lluny de la seva mare. Ella se sacrifica per deixar enrere la vida que havia portat; compra una parada de fruita per treballar al mercat i intenta treballar de manera digna pel futur del seu fill, però aquest mentrestant es deixarà portar pels amics i Bruna (Silvana Corsini), una noia de qui s'enamorarà. El retorn de Carmine i la voluntat de la mare d'ajudar el seu fill faran que Mamma Roma s'hagi de prostituir novament, la qual cosa portarà greus conseqüències.

## Influències
L'autor utilitza per a aquesta pel·lícula un neorealisme que havia ja usat en la seva primera pel·lícula, Accattone. En el moment en què Pasolini realitza Mamma Roma ja és una època més tardana d'aquest moviment. L'autor agafa Anna Magnani, la mateixa protagonista de la que es considera la primera pel·lícula neorealista Roma, ciutat oberta de Roberto Rossellini, de la qual tampoc és casualitat que l'artista torni a utilitzar la ciutat de Roma dins del títol. El protagonitsa de Roma, ciutat oberta, Lamberto Maggionari, també apareix en la pel·lícula fent un petit paper al final d'aquesta; es tracta d'un personatge hospitalitzat al qual Ettore li roba una ràdio; aquest fet ha sigut vist per alguns crítics com que la pel·lícula es tracti, en realitat, d'una crítica del mateix neorealisme.
Una de les imatges més famoses de la pel·lícula n'és una al final del llargmetratge en què trobem la figura d'Ettore que fa un homenatge al quadre La lamentació sobre el Crist mort, d'Andrea Mantegna.

## Premis i nominacions

### Nominacions
- 1962. Lleó d'or.